# 1590 en science
| Années de la science : 1587 - 1588 - 1589 - 1590 - 1591 - 1592 - 1593    |
| Décennies de la science : 1560 - 1570 - 1580 - 1590 - 1600 - 1610 - 1620 |

Cet article présente les faits marquants de l'année 1590 en science.

## Événements
- 1590-1591 : Galilée découvre la cycloïde et s'en sert pour dessiner des arches de ponts[1] ; il démontre par des expériences sur la chute des corps faites du haut de la tour de Pise que des corps de même matière, mais de poids différents, tombent avec la même vitesse, contrairement à l'opinion d'Aristote qui soutient que les corps de même matière tombent d'autant plus vite qu'ils sont plus pesants[2].

## Publications
- José de Acosta : Histoire naturelle et morale des Indes (Historia natural y moral de las Indias), Séville, 1590.
- Joachim Camerarius le Jeune : Symbola et emblemataex herbiset ani-malibus, 1590-1597.
- Jakob Christmann : Muhammedis Alfraganii Arabis chronologia et astronomiae elementa, Francfort 1590.

## Naissances
- 3 mai : Franco Burgersdijk (mort en 1635), logicien néerlandais.

- Vers 1590 :
  - Noël Duret (mort vers 1650), mathématicien et astronome français, cosmographe du roi Louis XIII et du cardinal de Richelieu.
  - Martine de Bertereau (morte vers 1642), minéralogiste française.

## Décès

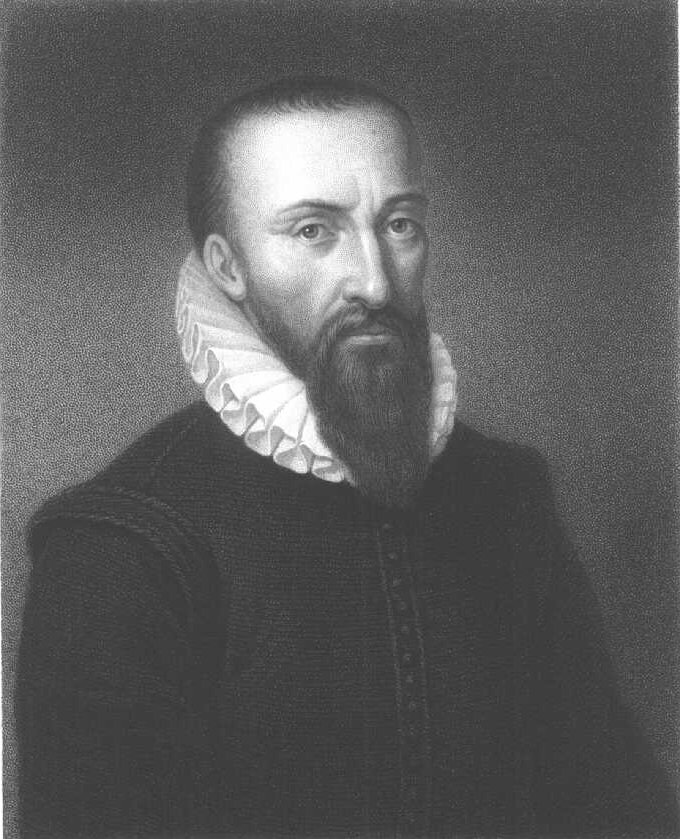
Ambroise Paré

- 20 janvier : Giovanni Battista Benedetti (né en 1530), mathématicien et physicien italien.
- 25 août : Giulio Alessandrini (né en 1506), médecin, écrivain et poète italien.
- 23 novembre : André Thevet (né en 1516), explorateur et écrivain-géographe français.
- 20 décembre : Ambroise Paré (né vers 1510), un chirurgien et anatomiste français. Paré met au point la ligature des artères.
- Vers 1590 :
  - Bernard Palissy (né vers 1510) potier, émailleur, peintre, Artisan verrier, écrivain et savant français.
  - Guillaume Gosselin, mathématicien français.